# 認可醫療專業註冊計劃
認可醫療專業註冊計劃是香港衞生署2016年12月起推行的一項註冊計劃，其希望目前未受香港法例規管的醫療專業，能夠自願受衞生署认证的本专业機構的规管，提升服务水平。

## 規管專業及對應團體
- 臨床心理學家：香港臨床心理學家公會[2]
- 營養師：香港認可營養師學院[2]
- 聽力學家：香港聽力學家公會[2]
- 言語治療師：香港言語治療師公會[2]
- 教育心理學家：香港教育心理學家公會[2]

## 外部連結
- 官方网站